# Johan Henrik von Ahlefeldt
Johan Henrik von Ahlefeldt (1725 på Dänisch-Lindau (døbt 12. marts i Gettorp Kirke) – 12. juni 1770 i Slesvig by) var en slesvigsk amtmand.
Han var en søn af Wulf von Ahlefeldt (d. 1777). Han blev kammerjunker 1741, kammerherre 1753, envoyé extraordinaire ved det preussiske hof indtil 1763, landråd i Holsten og Ridder af Dannebrog 1766 og amtmand over Gottorp Amt 1767. Han døde 12. juni 1770 i Slesvig, efterladende enken Frederikke Louise f. von Blome (1733-1781), en datter af storfyrstelig gehejmeråd Christoffer von Blome